# Питер Џејсон
Питер Едвард Остлинг (енгл. Peter Edward Ostling; Лос Анђелес, 22. јула 1944 — Вест Холивуд, 20. фебруар 2025), познатији као Питер Џејсон (енгл. Peter Jason), био је амерички позоришни, филмски, ТВ и гласовни глумац и продуцент, најпознатији по улогама у филмовима Волтера Хила и Џона Карпентера. Појавио се у филмовима Црвено усијање, ‎48 сати, Принц таме, Арахнофобија, Они живе, Обележен за смрт, У устима лудила, Човек бљесак и Свет из доба јуре: Уништено краљевство.